# Elisa Ambanelli
Elisa Ambanelli (Parma, 13 settembre 1967) è una dirigente d'azienda italiana.

## Biografia
Nasce a Parma, nel 1992 a Milano si laurea in Lettere moderne all'Università Cattolica del Sacro Cuore.
Approda in televisione nel 1993 a Italia1 con il ruolo di Direttore Marketing del canale. Si specializza in acquisizione diritti e assume poi l'incarico di Direttore Palinsesto e Intrattenimento di Italia1, negli anni in cui nascono programmi cult come Le Iene, Sarabanda, Zelig e Mai dire Gol.  
A fine 2000 viene chiamata da Telecom dopo l'acquisizione di Telemontecarlo per contribuire alla creazione di un nuovo canale: nasce La7 dove ricopre la carica di Direttore Intrattenimento e Palinsesto. L'anno successivo diventa Responsabile dei programmi dell'intrattenimento di Endemol Italia a Milano, nascono numerosi programmi tra cui Che tempo che fa e Le invasioni barbariche.
Nel 2005 approda al Gruppo Espresso in qualità di Direttore del canale All Music, è stata la prima donna in Italia a dirigere un canale generalista free.
Nel 2009 torna in Endemol Italia come Direttore Generale dell'Intrattenimento. Nel 2018 viene chiamata dall'agenzia di stampa multimediale LaPresse per sviluppare l'area delle produzioni televisive in qualità di Head of Entertainment.